# Andrei Eduardowitsch Kusmin
Andrei Eduardowitsch Kusmin (russisch Андрей Эдуардович Кузьмин; * 15. April 1981 in Pensa, Russische SFSR) ist ein russischer Eishockeyspieler, der seit 2013 bei Disel Pensa in der Wysschaja Hockey-Liga unter Vertrag steht.

## Karriere
Andrei Kusmin begann seine Karriere als Eishockeyspieler in seiner Heimatstadt bei Disel Pensa, für dessen Profimannschaft er von 1997 bis 1999 in der zweitklassigen Wysschaja Liga aktiv war. Nach einem Jahr bei dessen Ligarivalen THK Twer, wechselte er im Sommer 2008 zum amtierenden russischen Meister HK Dynamo Moskau, für den er in der Superliga in 18 Spielen ein Tor erzielte. Im Anschluss an die Saison erhielt der Angreifer einen Vertrag beim Zweitligisten ZSK WWS Samara. Die Saison 2002/03 begann er bei Molot-Prikamje Perm aus der Superliga, ehe er mit dem Zweitligisten Torpedo Nischni Nowgorod am Saisonende in die Superliga aufstieg.
Von 2004 bis 2006 spielte Kusmin für seinen Ex-Club Disel Pensa in der Wysschaja Liga, bevor er zwei Spielzeiten lang für Neftechimik Nischnekamsk in der Superliga auf dem Eis stand. Im Sommer 2008 wurde der Russe von Ak Bars Kasan aus der neu gegründeten Kontinentalen Hockey-Liga verpflichtet, mit dem er am Saisonende erstmals in seiner Laufbahn Russischer Meister wurde. 2009 kehrte er nach Nischnekamsk zurück.
2010 wechselte er wieder zu Torpedo Nischni Nowgorod, im Januar 2011 lösten diese seinen Vertrag vorzeitig auf und Kusmin verbrachte den Rest der Saison bei Disel Pensa in der Wysschaja Hockey-Liga. Im September 2011 wurde er von Metallurg Nowokusnezk aus der Kontinentalen Hockey-Liga verpflichtet. Für Metallurg absolvierte er in der Folge 52 KHL-Partien, ehe er im Mai 2012 innerhalb der KHL zum HK Spartak Moskau wechselte. Für Spartak absolvierte er 17 KHL-Partien, ehe er im November 2012 aus seinem Vertrag entlassen wurde und anschließend vom HK Jugra Chanty-Mansijsk verpflichtet wurde. 
2013 kehrte er zu seinem Heimatverein nach Pensa zurück.

## Erfolge und Auszeichnungen
- 2003 Aufstieg in die Superliga mit Torpedo Nischni Nowgorod
- 2009 Gagarin-Pokal-Gewinn mit Ak Bars Kasan

## KHL-Statistik
(Stand: Ende der Saison 2013/14)